# ドリームス・ウィズイン
『ドリームス・ウィズイン』(Dreams Within)は、2009年1月19日から2009年4月14日にかけて、東京ディズニーランド (TDL)のキャッスルフォアコート特設ステージで開催されていた、東京ディズニーリゾート25thアニバーサリーのスペシャルイベントドリーム・ゴーズ・オンのステージショーである。
東京ディズニーシーでは、同スペシャルイベント『ミッキーのドリームカンパニー』を開催していた。

## ストーリー
恥かしがりやで姉以外に声をかけることができない弟とその姉、飼い主であるミッキーマウスとはぐれたプルートが、どんな夢もかなうという“魔法の鍵”を手にし、ディズニーの世界を旅して、「勇気」や「優しさ」を手に入れながら成長していく。

## 出演キャラクター
- ミッキーマウス
- ミニーマウス
- プルート
- グーフィー
- チップとデール
- ドナルドダック
- デイジーダック
- マックス
- ティンカー・ベル
- 『トイ・ストーリー』、『トイ・ストーリー2』より
  - ウッディ
  - バズ・ライトイヤー
  - ボー・ビープ
  - ジェシー
  - ブルズアイ
- 『リロ・アンド・スティッチ』ザ・シリーズより
  - スティッチ
  - リロ
  - エンジェル
  - プリークリー
  - サンプル
  - フィリックス
  - スパーキー
  - 試作品627号
- 『ふしぎの国のアリス』より
  - アリス
  - ホワイト・ラビット
  - マッドハッター
  - トゥイードル・ディー
  - トゥイードル・ダム
  - クイーン・オブ・ハート
- 『眠れる森の美女』より
  - マレフィセント
  - グーン

## 楽曲

### ショー中使用楽曲
- ドリーム・ゴーズ・オン (The Dream Goes on)
- ディス・マジック・プレイス (This Magic Place)
- アイ・ビリーブ! (I Believe!)
- 君はともだち (You've Got a Friend in Me)
- すべてがストレンジ (Strange Things)
- ウッディのラウンドアップ (Woody's Round Up)
- 不思議の国のアリス (Alice in Wonderland)
- お誕生日じゃない日のうた (The Unbirthday Song)
- カードの大行進 (March of The Cards)
- ぐるぐるレース (The Caucus Race)
- アロハ・エ・コモ・マイ (Aloha, E Komo Mai)
- 悪のテーマ (Maleficent Theme)

### CD情報
2009年1月28日にウォルト・ディズニー・レコードより『ドリームス・ウィズイン』のサウンドトラックCD『東京ディズニーリゾート25th アニバーサリー・グランドフィナーレ“ドリーム・ゴーズ・オン”ドリームス・ウィズイン』が発売された。

## 公演情報
公演期間2009年1月19日から2009年4月14日
公演場所キャッスルフォアコート特設ステージ
公演時間約25分
公演回数1日2回〜3回

## 関連
- 東京ディズニーランドのスペシャルイベント
- 東京ディズニーリゾート25thアニバーサリー